# ジャック・ホッブス
ジャック・ホッブス（Jack Hobbs、1988年8月18日 - ）は、イングランド・ポーツマス出身のプロサッカー選手。ポジションは、ディフェンダー。

## クラブ経歴
リンカーン・シティFCの下部組織で育成され、2004年3月にトップチームに昇格。2005年8月のブリストル・ローヴァーズFC戦で、クラブ史上最年少となる16歳149日でのリーグ戦デビューを果たした。
夏の移籍市場ではアーセナルFC、ボルトン・ワンダラーズFC、トッテナム・ホットスパーFCなどが興味を示していると報じられたが、2005年8月にリヴァプールFCと契約を結んだ。2007年9月のリーグカップ・レディングFC戦で加入後初出場を果たした。
2009年4月、昨シーズンからレンタルで加入していたレスター・シティFCに完全移籍。
2011年7月、同年2月からレンタルで加入していたハル・シティAFCに完全移籍。
2014年1月、昨年7月からレンタルで加入していたノッティンガム・フォレストFCに完全移籍。
2018年7月、ボルトン・ワンダラーズFCに移籍。

## 代表歴
リヴァプール在籍時にU-19イングランド代表に選出されている。またレスター在籍中の2010年3月にU-21イングランド代表に招集されている（出場は無し）。

## タイトル
リヴァプール
- FAユースカップ: 2005–06

レスター・シティ
- フットボールリーグ1: 2008–09

個人
- フットボールリーグ1年間ベストイレブン: 2008–09